# Domenico Selvo
Domenico Selvo var regerande doge av Venedig 1071-1084. 